# Agustín Stahl
Pour les articles homonymes, voir Stahl.
Agustín Stahl est un botaniste portoricain, né le 21 janvier 1842 à Aguadilla et mort le 12 juillet 1917 à Bayamón.
Il étudie la médecine dans les universités de Wurztbourg (près d’Eisenach) et de Prague où il obtient le titre de docteur en 1864. Il retourne alors à Porto Rico pour ouvrir un cabinet à Bayamón. Passionné par l’histoire naturelle, il mène des observations et des expériences dans les domaines de l’ethnologie, la botanique et la zoologie. Il s’intéresse aussi à l’histoire.
Stahl reçoit de nombreuses distinctions auprès notamment de la Société d’anthropologie espagnole, l’Académie des sciences et des arts de Barcelone et de l’Académie des sciences médicales de Catalogne.
Convaincu que Porto Rico devait devenir un État indépendant de l’Espagne, il rejoint les rangs du Parti autonomiste portoricain. À cause de ses vues politiques, il est démis de ses fonctions au sein de l’Institut civil des sciences naturelles d’Espagne et contraint de quitter le pays en 1898.
Il est notamment l’auteur de :

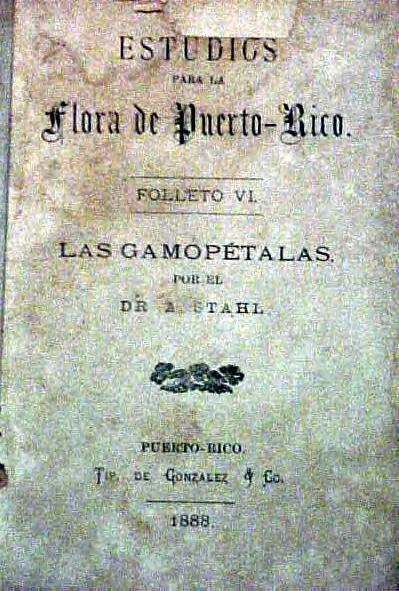
Notes sur la flore de Porto Rico.

- Apuntes sobre la Flora de Puerto Rico.
- Informe sobre la enfermedad de la Caña de Azúcar.
- Flora de Puerto Rico
- Los indios de Puerto Rico.
- La fundación de Aguadilla,
- La fundación de Bayamón.

Il meurt à Bayamón où il est enterré dans le cimetière municipal. Le conseil municipal a transformé sa maison en musée et l'on peut y apprécier sa vie et son œuvre. Le sculpteur portoricain Tomás Batista (1935-) a réalisé un buste en l’honneur de Stahl, placé aujourd’hui à l’université de Cayey.

## Source
- Traduction de l'article de langue anglaise de Wikipédia.

A.Stahl est l’abréviation botanique standard de Agustín Stahl.
Consulter la liste des abréviations d'auteur en botanique ou la liste des plantes assignées à cet auteur par l'IPNI, la liste des champignons assignés par MycoBank, la liste des algues assignées par l'AlgaeBase et la liste des fossiles assignés à cet auteur par l'IFPNI.
- Notices d'autorité :   - VIAF
  - ISNI
  - IdRef
  - LCCN
  - GND
  - Espagne
  - Pays-Bas
  - NUKAT
  - Vatican
  - WorldCat